# クモマツマキチョウ
クモマツマキチョウ（雲間褄黄蝶　Anthocharis cardamines）は、シロチョウ科に分類されるチョウのひとつ。
2022年には全ゲノム配列が解読された。

## 概要
薄い白色の翅を持つチョウ。翅裏はツマキチョウと同じく草ずり模様になっている。ただし翅先は突出せず、全体的に丸みを帯びている。前翅先端は雄は鮮やかなオレンジ色、雌ではくすんだ灰色になる。また前翅中央に黒点があり、これが北アルプス亜種は丸く、南アルプス亜種は三日月形をしている。
いわゆる高山蝶のひとつで、大陸と陸続きになっていた氷河期に渡来してきたものが温暖化により国内の高山に逃げ延びたものである。したがって日本特産種ではない。これは他の高山蝶も同様である。
本種は日本のチョウ愛好家の間で非常に人気が高く、クモツキと呼ばれ親しまれている。
年一化で成虫は5月ごろから発生し、夏が終わると見られなくなる。越冬態は蛹。

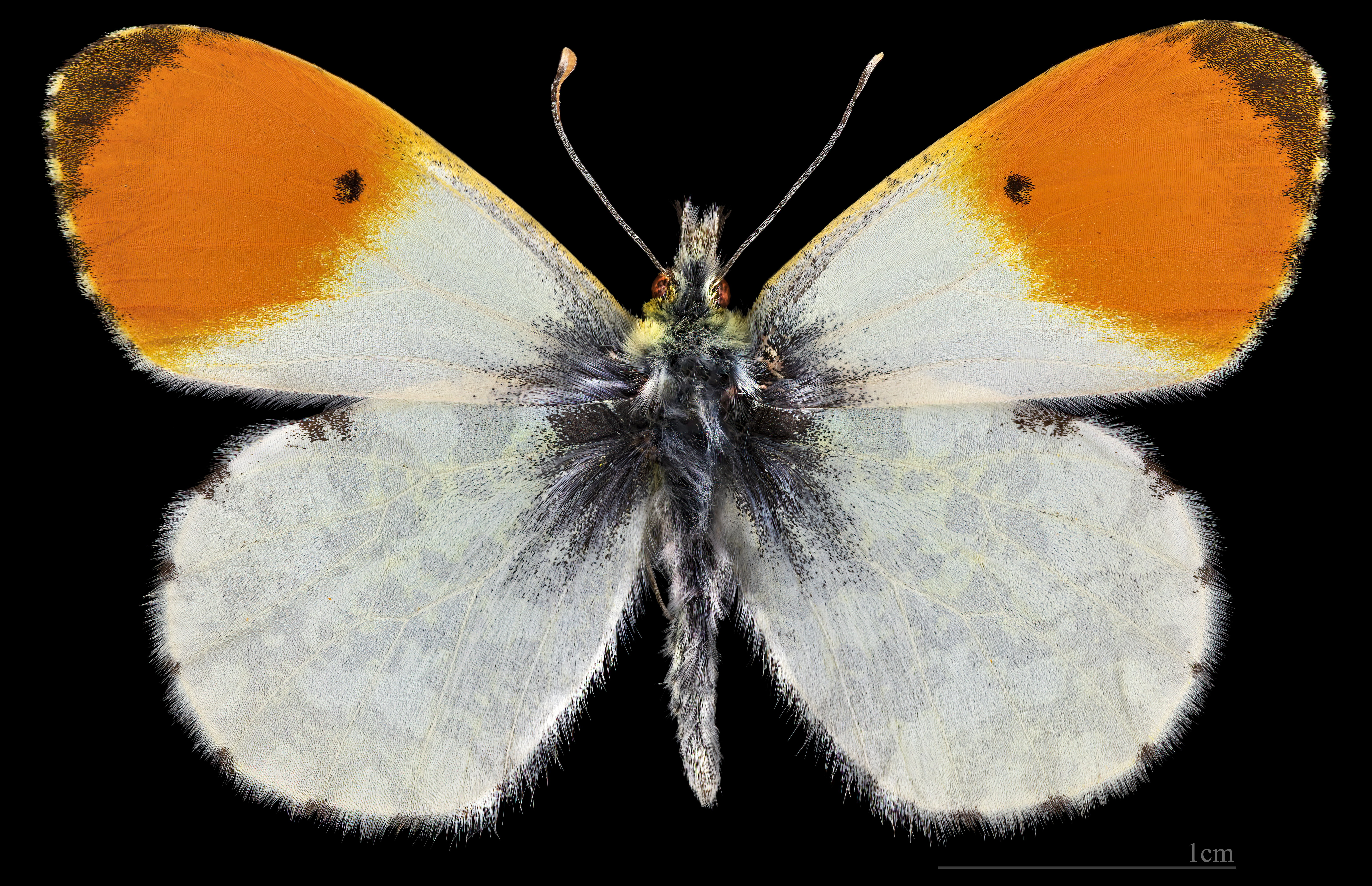
Anthocharis cardamines ♂
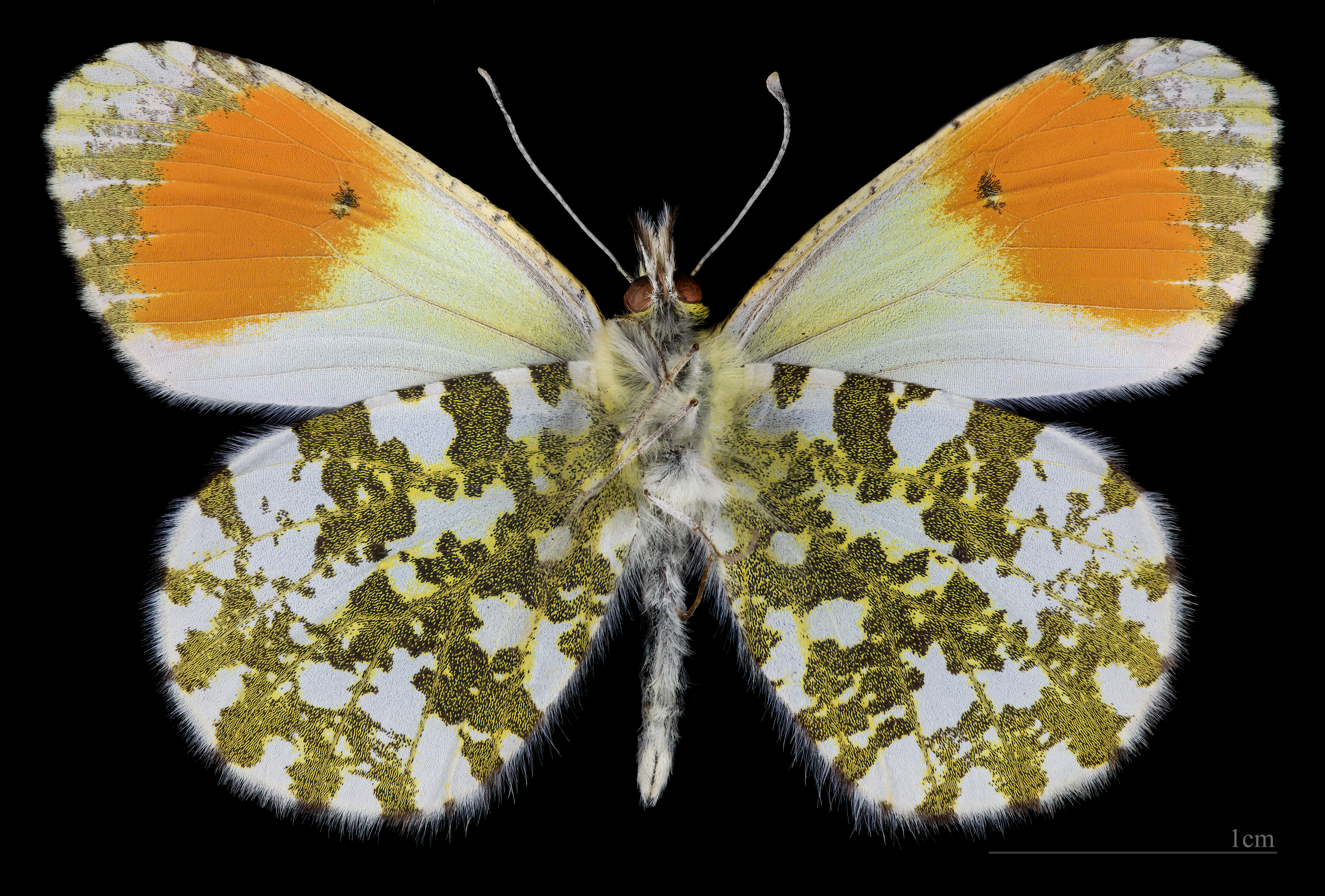
Anthocharis cardamines ♂  △
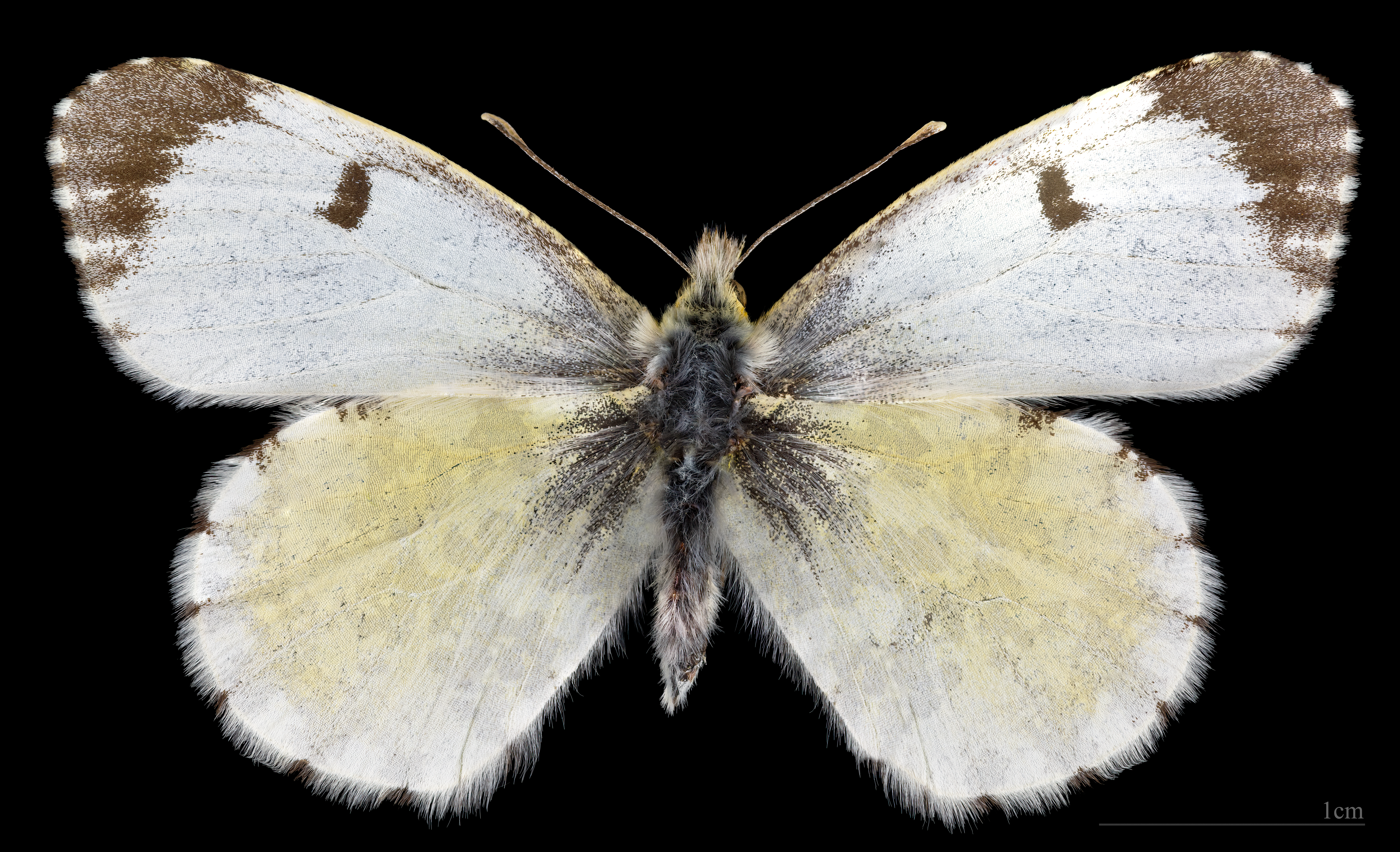
Anthocharis cardamines  ♀
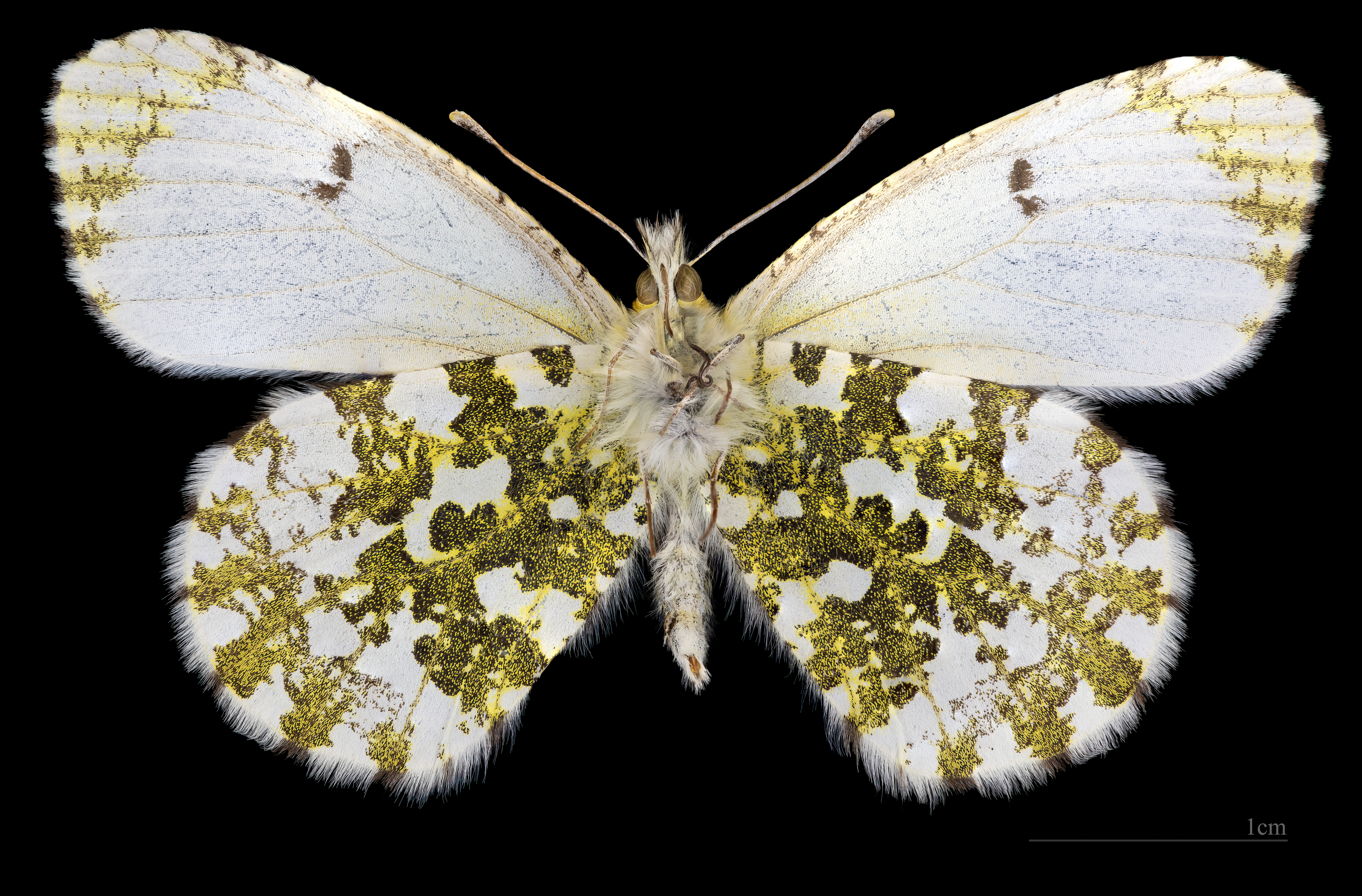
Anthocharis cardamines ♀ △

## 分布
飛騨山脈・赤石山脈・妙高山・戸隠山・八ヶ岳、国外ではユーラシア大陸の亜高山帯に生息する。

## 保全状況評価
- Anthocharis cardamines isshikii（Matsumura）北アルプス・戸隠亜種

準絶滅危惧（NT）（環境省レッドリスト）
- Anthocharis cardamines hayashi（Fujioka）八ヶ岳・南アルプス亜種

絶滅危惧II類 (VU)（環境省レッドリスト）